# خیابان نصرت
خیابان نصرت با شماره‌گذاری معابر خیابان ۵۷۴ تهران یکی از خیابان‌های قدیمی تهران است که در مناطق ۶ و ۲ شهرداری تهران واقع شده است و جهت شرقی-غربی دارد. خیابان نصرت شرقی واقع در منطقه ۶ شهرداری از شرق، از خیابان ۱۶ آذر شروع شده و در غرب به میدان توحید و در ادامه خیابان نصرت غربی که در منطقه ۲ شهرداری تهران واقع است از میدان توحید آغاز و به خیابان بهبودی ختم می‌شود. نام این خیابان برگرفته از باغ نصرت‌آباد است که متعلق به «فیروز میرزا نصرت‌الدوله» یکی از رجال سیاسی و ملاکان بزرگ تهران قدیم بود. نصرت‌الدوله قلعه نصرت را در مرکز آن باغ بنا کرد و پس از آن بود که نام نصرت‌آباد در دوران قاجار روی زبان‌ها افتاد.